# ماتادور (مجموعه تلویزیونی)
ماتادور نام یک مجموعه تلویزیونی در ژانر امنیتی با کارگردانی فرهاد نجفی و تهیه‌کنندگی جواد نوروزبیگی است.
احسان خواجه امیری  نیز خواننده تیتراژ پایانی این مجموعه تلویزیونی بوده‌است.

## خلاصه داستان
یک مقام اروپایی برای شرکت در کنفرانسی دربارهٔ انرژی اتمی به ایران می‌آید. گروهی تروریستی شامل یک زن و دو مرد که در زمینه ایجاد ناامنی و فضای رعب و وحشت در کشورهای در حال توسعه فعال هستند، برای به هم ریختن برنامه‌های این کنفرانس در ایران دست به تعدادی از فعالیت‌های تروریستی خطرناک می‌زنند. نیروهای پلیس برای جلوگیری از خرابکاریهای این تروریستها وارد عمل می‌شوند و...

## بازیگران
- پولاد کیمیایی در نقش سرگرد امین حامد
- علی‌رام نورایی در نقش داوود بهادری (ماتادور)
- شقایق فراهانی در نقش حانا
- سام درخشانی در نقش سرگرد مسیح احدی
- پوریا پورسرخ در نقش سرگرد رضا
- مجید واشقانی در نقش سرگرد احسان ثامن
- لیندا کیانی در نقش سمیرا پاکزاد
- مجید مشیری در نقش سرهنگ کیایی
- تیرداد کیایی در نقش فرهاد
- روشا ضیغمی در نقش هدیه
- هدایت الله سجادی در نقش سردار
- رضا بادامچی در نقش رزمی
- بابک مینایی  در نقش گوینده حاضر در همایش
- سیروس همتی در نقش وحید امیری
- مریم سلطانی در نقش همسر حامد
- مهسا باقری در نقش دوست سمیرا
- محمدنوید نادرشاهی در نقش افسر مرکز کنترل

## موسیقی
| شماره | نام                     | خواننده           | مدت  |
| ----- | ----------------------- | ----------------- | ---- |
| ۱.    | «تقدیر» (تیتراژ پایانی) | احسان خواجه امیری | ۳:۵۱ |
| ۲.    | «شهید» (ترانه میانی)    | احسان خواجه امیری | ۲:۳۱ |